# S.O.S. Roumanie
S.O.S. Roumanie (en roumain : S.O.S. România) est un parti politique d'extrême droite roumain.

## Histoire
Le parti est fondé en novembre 2021 par Maricel Viziteu, Adeluța et Gabriel Gib, ce dernier étant un ancien membre du Parti socialiste roumain. Cependant, il se fait connaître dans le paysage politique roumain en mai 2022, après que la sénatrice Diana Iovanovici-Șoșoacă, élue sur la liste de l'Alliance pour l'unité des Roumains (AUR), rejoint le parti et en est devenue plus tard la cheffe.

## Idéologie
S.O.S. Roumanie est un parti nationaliste, conservateur, populiste de droite et eurosceptique. Il est décrit comme étant plus radical que l'AUR et a des liens étroits avec la Russie,. Șoșoacă a également exigé le retrait de la Roumanie de l'Union européenne et critique également l'OTAN. Le parti est également irrédentiste, exigeant que l'Ukraine restitue à la Roumanie les territoires annexés par l'Union soviétique en 1940, qui font aujourd'hui partie de l'Ukraine. Pour cette raison, l'Ukraine impose des sanctions à Șoșoacă, la présidente du parti.

## Résultats électoraux

### Élections législatives
| Année | Chambre des députés | Chambre des députés | Chambre des députés | Sénat   | Sénat | Sénat    | Gouvernement |
| Année | Voix                | %                   | Mandats             | Voix    | %     | Mandats  | Gouvernement |
| ----- | ------------------- | ------------------- | ------------------- | ------- | ----- | -------- | ------------ |
| 2024  | 679 923             | 7,36                | 28 / 331            | 718 415 | 7,76  | 12 / 136 | Opposition   |

### Élections européennes
| Année | Voix    | %    | Mandats | Rang | Groupe |
| ----- | ------- | ---- | ------- | ---- | ------ |
| 2024  | 445 951 | 5,03 | 2 / 33  | 5e   | NI     |